# On and On (Stephen Bishop)
On and on is een single van Stephen Bishop. Het is afkomstig van zijn debuutalbum Careless. Hoewel het zijn debuutalbum was, mocht Bishop gelouterde muzikanten inschakelen. Lee Ritenour, Eric Clapton en Chaka Khan zijn onder meer op het album te horen. Voor On and on pakte Andrew Gold zijn gitaar uit. Bishop begon in 1975 met dit lied. De werktitels waren Down in Jamaica (eerste regel) en Down in La Jolla naar de wijk La Jolla in San Diego, alwaar een wedstrijd werd gehouden voor liedjes over die stad.
Het plaatje haalde de elfde plaats in de Billboard Hot 100, maar het succes bleef beperkt tot die kant van de Atlantische Oceaan. In Engeland, België en Nederland wist het geen plaats in de hitparades te veroveren, hoewel het wel in de tipparade stond van de Nederlandse Top 40.

## NPO Radio 2 Top 2000
On and On stond alleen in 1999 in de NPO Radio 2 Top 2000, op plek 1977.